# Andre Lewis
Andre Lewis (Spanish Town, Jamaica; 12 de agosto de 1994) es un futbolista jamaicano. Juega de centrocampista y su equipo actual es el Spokane Velocity de la USL League One estadounidense. Es internacional absoluto por la selección de Jamaica desde 2017.

## Trayectoria
Lewis se formó en las inferiores del Cavalier F.C. y el Portmore United de su país, en este último club, fue promovido al primer equipo en 2013.
Fue seleccionado por el Vancouver Whitecaps FC en el 7.º lugar del SuperDraft de la MLS 2014. En sus dos años en el club canadiense, fue cedido al Charleston Battery y al Whitecaps FC 2 hasta su desvinculación al término de la temporada 2015.
Entre 2016 y 2018 jugó en el Portland Timbers 2.
Regresó al Portmore United en 2019, donde fue campeón de la Liga Premier Nacional de Jamaica 2018-19.
Volvió a Estados Unidos en 2020, y fichó con el Colorado Springs Switchbacks de la USL. En enero de 2022 firmaría en el Hartford Athletic.

## Selección nacional
Debutó por la selección de Jamaica el 16 de febrero de 2017 ante Honduras por un amistoso. Fue citado a la Copa de Oro de la Concacaf 2019.

### Participaciones en copas
| Copa                            | Sede         | Resultado   |
| ------------------------------- | ------------ | ----------- |
| Copa de Oro de la Concacaf 2019 | Norteamérica | Semifinales |

## Clubes
| Club                         | País           | Año           |
| ---------------------------- | -------------- | ------------- |
| Portmore United              | Jamaica        | 2013          |
| Vancouver Whitecaps FC       | Canadá         | 2014-2015     |
| Charleston Battery           | Estados Unidos | 2014          |
| Whitecaps FC 2               | Canadá         | 2015          |
| Portland Timbers 2           | Estados Unidos | 2016-2018     |
| Portmore United              | Jamaica        | 2019          |
| Colorado Springs Switchbacks | Estados Unidos | 2020-2022     |
| Hartford Athletic            | Estados Unidos | 2022-2023     |
| Spokane Velocity             | Estados Unidos | 2024-presente |

## Palmarés

### Títulos nacionales
| Título                           | Club            | País    | Año     |
| -------------------------------- | --------------- | ------- | ------- |
| Liga Premier Nacional de Jamaica | Portmore United | Jamaica | 2018-19 |

### Títulos internacionales
| Título                         | Equipo          | Sede     | Año  |
| ------------------------------ | --------------- | -------- | ---- |
| Campeonato de Clubes de la CFU | Portmore United | Concacaf | 2019 |